# Medaglia ai feriti di guerra
La medaglia ai feriti di guerra fu una medaglia di benemerenza creata nell'ambito dell'Impero austriaco.

## Storia
La medaglia venne istituita il 12 agosto 1917 dall'imperatore Carlo I d'Austria come ricompensa per quegli ufficiali che fossero rimasti feriti durante i combattimenti.

## Insegne

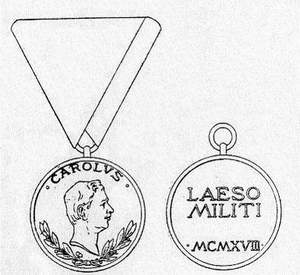
Diritto e rovescio della medaglia

La medaglia mostrava sul diritto il busto del fondatore, attorno al quale stava la scritta "CAROLVS" sotto due rami d'alloro incrociati. Sul retro stava la scritta "LAESO MILITI" ("al militare ferito") e la data MCMXVIII.
Questa medaglia disponeva di sei tipi di nastro differenti a seconda della classe di benemerenza, la quale variava a seconda che si avessero conseguite 1, 2, 3, 4 o 5 ferite sul campo di battaglia. Il numero delle ferite veniva indicato dal nastro dalla linea rossa compresa tra due linee grigie, le quali seguivano questo schema: 1 ferita, 2 linee grigie; 2 ferite, 3 linee grigie e così via.
La medaglia era indossata sulla parte sinistra del petto.
| Nastri                |                       |                       |                       |                             |
| Medaglia per 1 ferita | Medaglia per 2 ferite | Medaglia per 3 ferite | Medaglia per 4 ferite | Medaglia per 5 ferite e più |